# Chrysosplenium forrestii
Chrysosplenium forrestii är en stenbräckeväxtart som beskrevs av Friedrich Ludwig Diels. Chrysosplenium forrestii ingår i släktet gullpudror, och familjen stenbräckeväxter. Inga underarter finns listade i Catalogue of Life.